# Liste der Naturdenkmale in Marienfels
Die Liste der Naturdenkmale in Marienfels nennt die im Gemeindegebiet von Marienfels ausgewiesenen Naturdenkmale (Stand 20. Mai 2024).

## Naturdenkmale
| Nr.         | Bezeichnung     | Lage                                    | Beschreibung                                      | Bild                                    |
| ----------- | --------------- | --------------------------------------- | ------------------------------------------------- | --------------------------------------- |
| ND-7141-421 | Bergahorngruppe | nördlich des Ortes am Sauerbrunnen Lage | Acer pseudoplatanus, drei Bäume, 20 bis 24 m hoch | Direkt Bild zu diesem Denkmal hochladen |